# Tour Initiale
O Tour Initiale (conhecido como Tour Nobel) é um arranha-céu de escritórios em Puteaux, em La Défense, o distrito comercial da área metropolitana de Paris. 
Concluído em 1966, tem 109 m de altura.
Foi reformado em 2003 e recebeu seu nome atual.
A Torre Inicial foi projetada pelos arquitetos Jean de Mailly e Jacques Depussé.